# Juska Savolainen
Juska Samuli Savolainen (ur. 1 września 1983 w Helsinkach) – fiński piłkarz występujący na pozycji pomocnika. Obecnie jest zawodnikiem klubu FK Haugesund.

## Kariera klubowa
Savolainen seniorską karierę rozpoczynał w 2000 roku w trzecioligowym klubie KäPa. W 2002 roku trafił do holenderskiego SC Heerenveen. Spędził tam rok, jednak w tym czasie nie rozegrał tam żadnego spotkania. W 2003 roku wrócił do Finlandii, gdzie został graczem drużyny FC KooTeePee z Veikkausliigi. W tych rozgrywkach zadebiutował 13 lipca 2003 roku w wygranym 2:0 meczu z FF Jaro.
W 2004 roku odszedł do innego zespołu Veikkausliigi, FC Hämeenlinna, a w 2005 roku przeniósł się do AC Allianssi. 29 czerwca 2005 roku w wygranym 1:0 spotkaniu z Tampere United strzelił pierwszego gola w trakcie gry w Veikkausliidze.
W 2006 roku został graczem Tampere United, również z fińskiej ekstraklasie. Pierwszy ligowy pojedynek zaliczył tam 27 kwietnia 2006 roku przeciwko drużynie Inter Turku (1:0). W 2006 roku oraz w 2007 roku Savolainen zdobył z klubem mistrzostwo Finlandii. W 2007 roku wygrał z nim także rozgrywki Pucharu Finlandii.
W 2008 roku podpisał kontrakt z norweskim Rosenborgiem. W Tippeligaen zadebiutował 31 marca 2008 roku w wygranym 2:1 spotkaniu z Lyn Fotball. Od kwietnia 2009 roku do lipca 2009 roku grał na wypożyczeniu w Tampere United, a potem powrócił do Rosenborga. W tym samym roku zdobył z nim mistrzostwo Norwegii.
W 2010 roku Savolainen przeszedł do FK Haugesund (Tippeligaen).

## Kariera reprezentacyjna
W reprezentacji Finlandii Savolainen zadebiutował 18 stycznia 2010 roku w przegranym 0:2 towarzyskim meczu z Koreą Południową.